# Asplenium yunnanense
Asplenium yunnanense là một loài thực vật có mạch trong họ Aspleniaceae. Loài này được Franch. miêu tả khoa học đầu tiên năm 1885.